# David Guggenheim
David Guggenheim es un guionista, productor y novelista estadounidense. Su trabajo más conocido son las películas de 2012 Safe House y Stolen del que escribió los dos. También es bien conocido por su creación y guion de la serie de televisión Designated Survivor del 2016. En 2013, Bluegrass Films compró los derechos cinematográficos de una novela de suspenso publicada por Little, Brown and Company que Guggenheim coescribió con Nicholas Mennuti titulada Weaponized y Guggenheim se incorporó como guionista. Escribió un borrador inicial para la película Bad Boys for Life, y los guiones de Uncharted  y la próxima película Narco Sub .
Tiene dos hermanos mayores, Marc Guggenheim y Eric Guggenheim, ambos también guionistas.
En 2019, Guggenheim, así como muchos otros escritores de WGA, despidieron a sus agentes. Esto se hizo como parte de la postura de la WGA contra la ATA y la práctica del empaquetado.